# 臺灣長小蠹
臺灣長小蠹（学名：Platypus formosanus）为長小蠹蟲科長小蠹屬下的一个种。其种加词“formosanus”意为“台湾的”。